# 3054 Strugatskia
Strugatskia (asteróide 3054) é um asteróide da cintura principal com um diâmetro de 25,14 quilómetros, a 2,44175 UA. Possui uma excentricidade de 0,2107407 e um período orbital de 1 987,54 dias (5,44 anos).
Strugatskia tem uma velocidade orbital média de 16,93370519 km/s e uma inclinação de 2,07837º.
Este asteróide foi descoberto em 11 de Setembro de 1977 por Nikolai Chernykh.